# Nagy-Szállás-hegy
A Nagy-Szállás-hegy a Vértes hegység egyik csúcsa, amin délnyugat-északkeleti irányban keresztülhúzódik Fejér vármegye és Komárom-Esztergom vármegye határvonala. A csúcstól nyugati és északi irányban lefutó lejtői így Szárliget, míg a keleti és déli lejtői Szár közigazgatási területére esnek.
A Vértes hegytömbjének főtömegéhez, azon belül is a Nagy-Csákány tömbjéhez tartozik; csúcsa alig néhány méterrel alacsonyabb a hegység legmagasabb pontjának számító Nagy-Csákány 487 méteres csúcsától, amely innen légvonalban mintegy másfél-két kilométerre emelkedik, észak-északkeleti irányban.
Legközelebbi szomszédja a 480 méter magas Körtvélyes, amely tőle mintegy háromszáz méterre északnyugatra emelkedik. E két csúcs, amelyet egy kisebb árok választ el egymástól, egy, a Nagy-Csákány főrömegétől kissé elkülönülő, északnyugat-délkeleti irányban húzódó gerincből emelkedik ki. A gerincet a Nagy-Csákánytól a Vinya-bükki-völgy és felső részének két ága, a Borz-árok és a Mély-árok választja el.

## Megközelítése
A Nagy-Szállás-hegy csúcsának megközelítésére a Vértes ezen részén keresztülvezető piros turistajelzés a legalkalmasabb, amely Vértessomló és Szár között húzódik, és a csúcstól közelében halad el, attól kicsit északabbra. Egy másik turistajelzés, a piros kereszttel jelzett útvonal szintén a közelben vezet, a hegy csúcsától délre húzódó völgyben. Teljesítménytúrák útvonalai is gyakran vezetnek errefelé.

## Élővilága
A Nagy-Szállás-hegyen a Vértes északkeleti részének jellemző növénytársulásai figyelhetők meg, kifejezett jellegzetessége a hegy élővilágának nincs. A védett növényfajok közül előfordul itt a kisvirágú hunyor (Helleborus dumetorum), érdekes faj még a területen a sárga őzsaláta (Smyrnium perfoliatum), a bókoló keltike (Corydalis intermedia) és a törpe keltike (Corydalis pumila).